# آرگیشتی گئورگیان
آرگیشتی نُرایری گئورگیان (ارمنی: Արգիշտի Նորայրի Գեւորգյան؛ زادهٔ ۴ مارس ۱۹۹۲) یک مهندس، سیاستمدار اهل ارمنستان است که از تاریخ ۲۰۲۱ تا تاریخ ۲۰۲۶ سمت نمایندگی دوره هشتم مجلس ملی جمهوری ارمنستان را برعهده داشت.

## زندگی‌نامه
در 	۴ مارس ۱۹۹۲ در ایروان به دنیا آمد و از دانشگاه ملی پلی‌تکنیک ارمنستان فارغ‌التحصیل شد. 